# Julian Mandel
Julian Mandel (1. ledna 1893, Polsko - 24. září 1961, Recife) byl pseudonym jednoho z nejznámějších francouzských komerčních fotografů ženských aktů na počátku dvacátého století.

## Život a dílo
Jeho jménem podepsané fotografie se staly známé v druhé dekádě a byly publikovány v Paříži až do poloviny 30. let takovými firmami jako Alfred Noyer, Les Studios, P-C Paris a také společností Neue Photographische Gesellschaft. Ve Francii byly tyto pohlednice předmětem sběratelů.
Životopisných informací o Mandelovi je velmi málo, proto existují spekulace, že toto jméno sloužilo pouze jako pseudonym.
Modely jsou často zobrazeny ve velmi klasických pózách, fotografovány jak ve studiu, tak i venku. Obrazy jsou komponovány velmi umně, s nádhernými tóny a polotóny a měkkým osvětlením. Na řadě jeho snímcích kontrastují jednotné bledé tóny ženské pleti s drsností přírody.
Fotografie s akty byly uváděny na trh v pohlednicovém formátu, ale jak vysvětluje kniha Stručná historie pohlednic: „Většina Francouzských pohlednic s ženskými akty byla nazývána pohlednicemi jen kvůli jejich velikosti. Lidé by je nikdy neposílali, protože nebylo legální posílat poštou takové obrazy. Jejich velikost je umožňovala umísťovat snadno do kapsy saka, balíčků a knih.“
Celé jméno Julian Mandel se obvykle objevovalo na přední straně těchto fotografií velikosti karet, jako jeden z mála fotografů umísťoval své razítko nebo název na přední stranu díla. Tato marketingová koncepce přispívá k názoru, že uváděné jméno by mohlo být pseudonymem. Těchto fotografií bylo prodáno velké množství.
Jeho oblíbenou modelkou byla například Alice Prin, modelka pařížských umělců, zpěvačka v nočních klubech, herečka a malířka známá jako Kiki z Montparnassu.